# Viviana Sofronitsky
Viviana Sofronitsky, též Sofronickaja (rusky: Вивиана Владимировна Софроницкая) je rusko-kanadská klasická  pianistka. Její otec byl známý rusko-sovětský pianista Vladimir Sofronickij.

## Život
Narodila se v Moskvě, datum narození není známo. Začala studovat hudbu na Střední hudební škole ve svém rodném městě. Získala doktorát na Moskevské konzervatoři a pracovala v Madrigalu a na Akademii komorní hudby, vedené klavírním virtuózem Alexejem Ljubimovem. Zároveň cestovala jako sólová umělkyně po Sovětském svazu.
V roce 1989 se Viviana Sofronitsky přestěhovala do Spojených států, kde pracovala na Oberlin College. Již v roce 1990 odešla do Kanady, kde pokračovala v aktivní kariéře v Torontu a spolupracovala s různými členy Barokního orchestru Tafelmusik. Byla zakladatelkou Academy Concert Series v Torontu. Sofronitsky je kanadskou občankou od roku 1994.
V roce 1999 získala na Královské konzervatoři v nizozemskémHaagu ceny v oborech historické hry na cembalo a fortepiano a výuky staré hudby.
Od roku 2001 žije v České republice. Jejím manželem je stavitel fortepian Paul McNulty, nahrává na svých vysoce ceněných nástrojích široký repertoár od CPE Bacha až po Ference Liszta. Viviana Sofronitsky pravidelně vystupuje na hudebních festivalech a pořádá lekce.
V roce 2010 Sofronitsky jako první na světě nahrála kompletní Mozartovo dílo pro klávesové nástroje s orchestrem na originální nástroje (PMC/ETCetera label). V roce 2017 měla jako první vystoupení na první světové kopii klavíru postaveného ve Varšavě Friedrichem Buchholtzem pro Frédérika Chopina. 

## Nahrávky
- W.A. Mozart: 11CD box, the first world complete works for piano and orchestra performed on original instruments. Fortepiano: Viviana Sofronitsky. Orchestra: Musicae Antiquae Collegium Varsoviense "Pro Musica Camerata", Poland. Nahráno na replice klavíru Walter od Paula McNultyho.
- Felix Mendelssohn: Complete works for cello and fortepiano. Fortepiano: Viviana Sofronitsky, Violoncello: Sergei Istomin, «Passacaille Musica Vera», Belgium.
- Franciszek Lessel: Works for Piano and Orchestra. Fortepiano: Viviana Sofronitsky, Orchestra: Musicae Antiquae Collegium Varsoviense "Pro Musica Camerata", Poland.
- Beethoven, Hummel, Neuling: Works for fortepiano and mandolin. Fortepiano: Viviana Sofronitsky, Mandolin: Richard Walz "Globe", the Netherlands.
- Ludwig van Beethoven: Trios for clarinet, violoncello and fortepiano op.11 and op.38 Viviana Sofronitsky with "Die Gassenhauer". Fortepiano: Viviana Sofronitzki, Clarinet: Susanne Ehrhard, Violoncello: Pavel Serbin, "Suoni e colori", France.
- Fryderyk Chopin: Complete works for cello and piano with Sergei Istomin, Passacaille. Nahráno na replikách klavírů Conrad Graf a Pleyel of Paula McNultyho.
- Franz Schubert: Wanderer-Fantasie op. 15, Impromptus op. 142 and 90. AVI Music, Germany.
- Johann Ladislaus Dussek: Sonatas Op.9 and Op.75. Brilliant Classics, Netherlands.